# Präludium und Fuge G-Dur BWV 860 (Das Wohltemperierte Klavier, I. Teil)
Präludium und Fuge G-Dur, BWV 860, bilden ein Werkpaar im 1. Teil des Wohltemperierten Klaviers, einer Sammlung von Präludien und Fugen für Tasteninstrumente von Johann Sebastian Bach.

## Präludium
Dieses spielerisch virtuose Präludium schreibt für die rechte und linke Hand verschiedene Taktarten vor. Es enthält 19 Takte, die jedoch für die rechte Hand als 24⁄16 und für die linke Hand als  (4⁄4-Takt) notiert sind. Ein ähnliches Phänomen findet sich in der 26. Goldberg-Variation, in der für die rechte Hand ein 18⁄16-Takt und für die linke Hand 3⁄4-Takt vorgeschrieben ist. Das Stück lässt sich unschwer und weitgehend als ausfigurierter Akkordsatz auffassen, in dem die Harmonik meistens ganztaktig wechselt. Da die nachfolgende Fuge ebenfalls eine triolische Rhythmik aufweist, sollte in der Wahl des Tempos der Zusammenhang zwischen Präludium und Fuge nachvollziehbar werden.

## Fuge

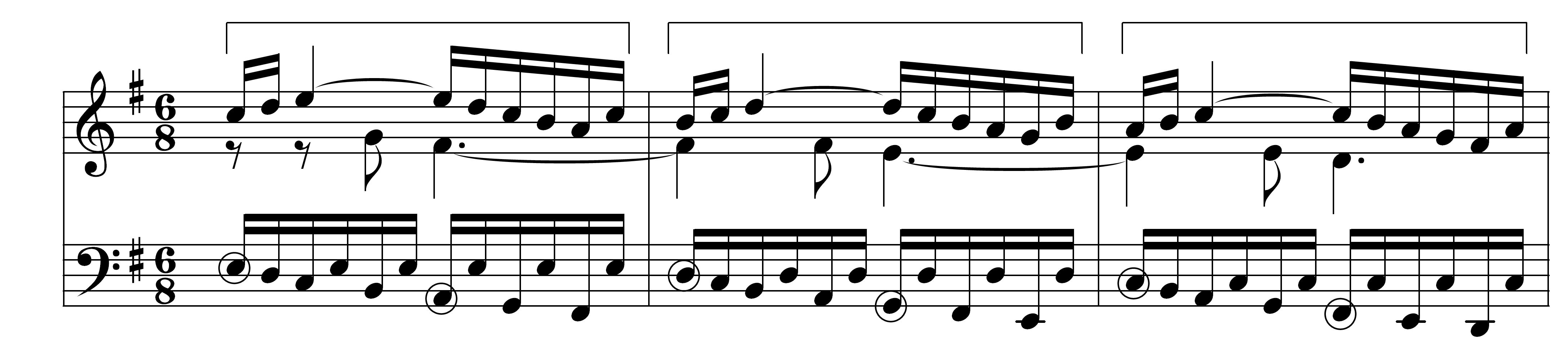
Sequenzen in der Fuge G-Dur BWV 860, Takt 17-19.

Das einer Gigue nahestehende Thema im 6⁄8-Takt folgt dem selten auftretenden Formschema A-B-B’-A’. Reizvoll kontrastieren die zahlreichen Sekundschritte innerhalb des Themas mit den zwei Septimensprüngen. Nach der dreistimmigen Exposition und vier Takten Zwischenspiel wechseln sich Themeneinsätze recto (in der ursprünglichen Form, auch in Moll) und inverso (als Umkehrung) ab. Eine rhythmische Steigerung ergibt sich durch die 32stel-Figuren, die zunächst ab Takt 47 locker eingestreut sind und in den Schlusstakten gehäuft auftreten. Zudem erscheinen in der zweiten Hälfte einige angedeutete Engführungen, die jedoch mit dem Einsatz des Themas in der G-Dur-Terz in Takt 79 eine scherzhafte Färbung erfahren.
Die Fuge lebt vom ebenso labilen wie faszinierenden Gleichgewicht zwischen spielerischer Motorik, dem tänzerischen Charakter der Gigue und einigen kontrapunktischen Kunstgriffen.